# HMS Erebus (1826)

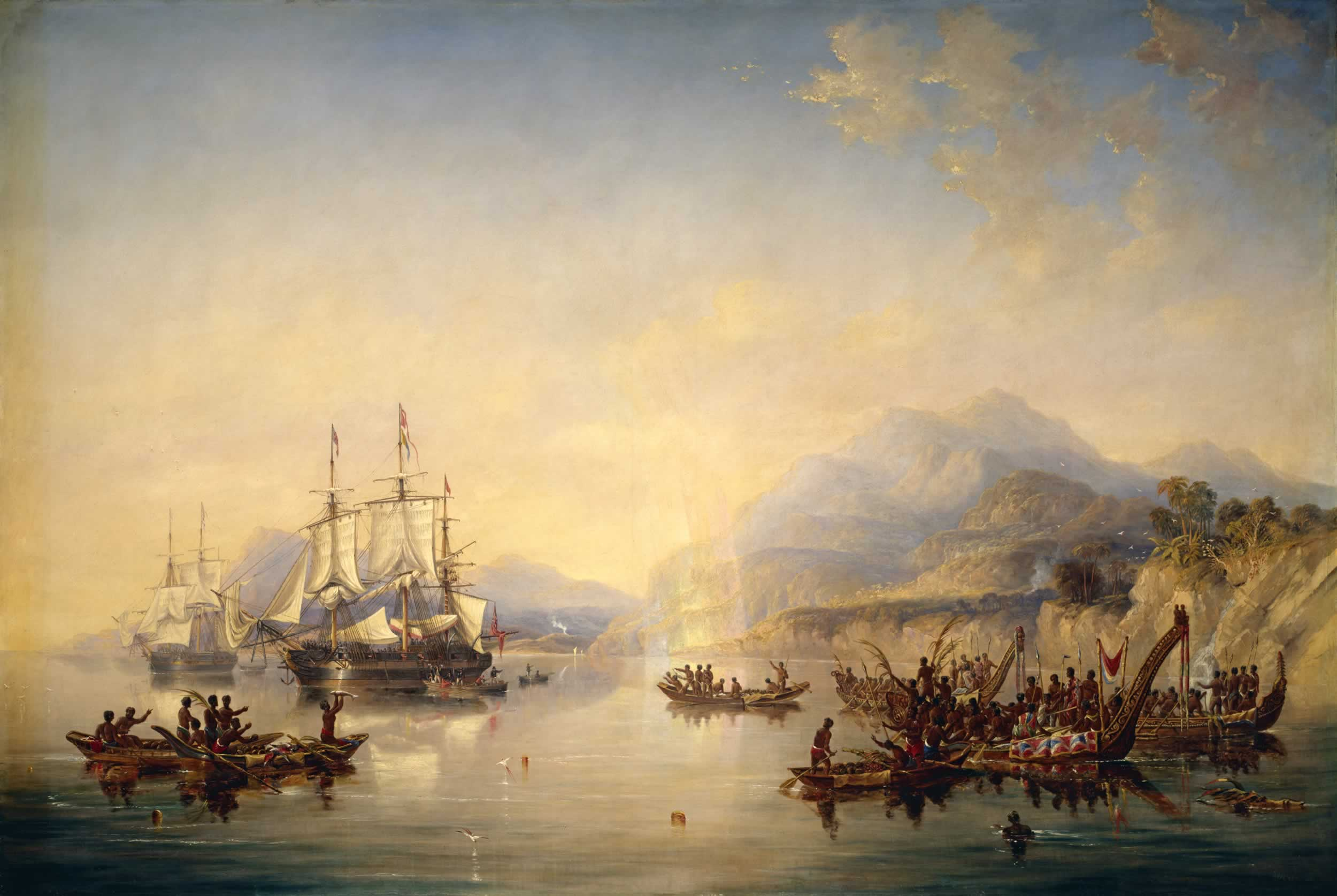
«Эребус» и «Террор» в Новой Зеландии в августе 1841 г. Худ. Джон Кармайкл, 1847 г.

HMS Erebus — бомбардирский корабль типа «Гекла» проекта сэра Генри Пика водоизмещением в 715 тонн, вооружённый двумя мортирами 330 мм и 250 мм, а также десятью орудиями. Построен для Королевского флота на верфи Пемброк (Уэльс) в 1826 году. Корабль назван в честь персонажа древнегреческой мифологии Эреба и предназначен для службы на Средиземном море. После двух лет службы на Средиземном море «Эребус» был переоснащён для службы в Антарктике.

Принимал участие в успешной экспедиции Росса в Антарктику в 1839—1843 годах и экспедиции Франклина по поиску Северо-Западного прохода, в ходе которой был покинут командой. Остатки затонувшего судна обнаружены в сентябре 2014 года после долгих поисков.

## Служба в Антарктике
21 ноября 1840 года корабль под командой Джеймса Росса вышел из Тасмании и направился к Антарктике в компании с «Террором». В январе 1841 года команды обоих кораблей совершили высадку на земле Виктории и приступили к наименованию объектов местностей в честь знаменитых британцев. Вулкан Эребус на острове Росса был назван в честь одного корабля, а вулкан Террор — в честь другого.
Затем моряки обнаружили ледовый шельф Росса, за который им не удалось проникнуть и повернули на восток, а по завершении сезона вернулись в Тасманию. В следующем сезоне в 1842 году Росс продолжил обследование так называемого «великого ледяного барьера», следуя вдоль него на восток. Затем корабли отправились на Фолклендские острова. В сезон 1842—1843 годов корабли снова вернулись в Антарктику. Команды изучали магнетизм, собирали данные по океанографии, образцы флоры и ловили птиц для орнитологических исследований. Образцы растений были описаны в труде: The Botany of the Antarctic Voyage of H.M. Discovery Ships Erebus and Terror in the years 1839—1843, under the Command of Captain Sir James Clark Ross.
Собранные экспедицией птицы были описаны и проиллюстрированы в труде The Zoology of the Voyage of HMS Erebus & HMS Terror. Birds of New Zealand, 1875 году Джорджем Робертом Греем и Ричардом Боулдером Шарпом. В экспедиции принимал участие 23-летний Джозеф Хукер, ставший впоследствии прославленным учёным в области ботаники. На корабле он был помощником хирурга Роберта Мак-Кормика.

## Служба в Арктике
После экспедиции Росса корабли «Эребус» и «Террор» были выбраны для экспедиции сэра Джона Франклина. Экспедиция получила приказ собрать данные о магнетизме в северной Канаде и пройти северо-западным проходом. Проход был нанесён на карты, как с запада, так и с востока, однако целиком его ещё так никто и не проходил.
Оба корабля были оснащены паровыми машинами с паровозов. Двигатель, установленный на «Эребусе», развивал мощность в 25 лошадиных сил (19 кВт), корабль мог развивать скорость в 4 узла (7,4 км/ч) под паром. Был погружен 12-дневный запас угля. Также от котла действовало отопление жилой палубы. Корпуса кораблей были усилены металлоконструкциями. Сэр Джон Франклин разместился на «Эребусе», корабль стал флагманом экспедиции. 
Последний раз корабли видели в августе 1845 года в море Баффина. После исчезновения экспедиции были предприняты массовые поиски в Арктике. Свет на обстоятельства гибели экспедиции был впервые пролит доктором компании Гудзонова залива Джоном Рэем, который в 1853 году опрашивал эскимосов и нашёл у них некоторые вещи с кораблей Франклина. Более поздние экспедиции (после 1866 года) подтвердили его выводы.
После смерти сэра Джона Франклина 11 июня 1847 года, капитаном судна стал Джеймс Фицджеймс.
Оба корабля были затёрты льдами и покинуты своими экипажами. Все 130 человек, пытаясь пробиться к югу, погибли от различных причин — переохлаждения, цинги и голода. В ходе последующих экспедиций до конца 1980-х проводились вскрытия останков членов экипажа, были сделаны выводы, что некачественно изготовленные консервы привели к отравлению свинцом и/или заболеванию ботулизмом. Судя по рассказам эскимосов, некоторые члены экипажа прибегли к людоедству, доказательством чего являются повреждения на костях членов экипажа, найденных на острове Кинг-Вильям в XX веке.

## Поиски кораблей
В апреле 1851 года команда британского судна Renovation заметила два неопознанных корабля, вмёрзших в айсберг у побережья Ньюфаундленда. Считалось, что это «Эребус» и «Террор», но в настоящее время определено, что этого не может быть и, наиболее вероятно, это были китобойные суда, брошенные своими экипажами.
15 августа 2008 года учреждение канадского правительства «Парки Канады» объявило о выделении суммы в 75 тыс. канадских долларов на шестинедельную экспедицию ледокола CCGS Sir Wilfrid Laurier по поиску кораблей. Дополнительной целью экспедиции являлась поддержка канадских территориальных претензий на часть Арктики.
2 сентября 2014 года команда учреждения «Парки Канады» (в составе правительства Канады) под руководством Райана Харриса и Марка-Анри Бернье обнаружили останки одного из кораблей экспедиции Франклина. Их снова нашли благодаря рассказам эскимосов. 1 октября 2014 года было объявлено, что это останки «Эребуса».
Премьер-министр Канады Стивен Харпер лично объявил о находке.

 «Это действительно исторический момент для Канады», — заявил Стивен Харпер в четверг (4 сентября 2014 года). — «Корабли Франклина — важная часть канадской истории. Эта экспедиция, предпринятая почти 200 лет назад, заложила основы суверенитета над канадской Арктикой». Оригинальный текст (англ.)“This is truly a historic moment for Canada,” Prime Minister Stephen Harper said in a statement Tuesday. “Franklin’s ships are an important part of Canadian history given that his expeditions, which took place nearly 200 years ago, laid the foundations of Canada’s Arctic sovereignty.” — Стивен Харпер ("The Star", 09.09.2014) 
Газета New York Times прямо указывает, что Харпер акцентирует внимание на суверенитет Канады над Северо-западным проходом.
6 ноября 2014 года было объявлено о подъёме судового колокола.
4 марта 2015 года было объявлено о начале подводного обследования «Эребуса», которое должны провести водолазы «Парков Канады» и канадского королевского флота.
12 сентября 2016 года было объявлено о находке корпуса «Террора» на дне одноимённого залива у юго-западного побережья острова Кинг-Вильям.
Останки кораблей внесены в Национальный список исторических памятников Канады, без точного указания их местонахождения.

## В культуре
- Капитан Немо, герой романа Жюля Верна «Двадцать тысяч льё под водой» (1870), на совещании[20] в связи с трудностями достижения Южного полюса особо упоминает о кораблях «Эребус» и «Террор», участвовавших в экспедиции Росса.
- Скотт Кукман представил доклад Ice Blink: The Tragic Fate of Sir John Franklin’s Lost Polar Expedition (2001), где по датам указываются фактические события экспедиции и научные представления о них, автор пытается пролить свет на тайну полуторавековой давности.
- Корабли «Эребус» и «Террор» упоминаются в романе Джозефа Конрада «Сердце тьмы».
- В романе Дэна Симмонса «Террор» (2007) реальная история экспедиции переплетена с фантастической историей.
- В романе Клайва Касслера Arctic Drift (2008) герои пытаются найти затерянный в арктических просторах корабль экспедиции, чтобы разгадать тайну.
- Корабли «Эребус» и «Террор» появляются в серии Terror of the Arctic сериала «Доктор Кто»
- В телесериале «Террор» рассказывается история поиска Северо-Западного прохода, с участием кораблей «Эребус» и «Террор».